# Friedrich Braunersreuther
Friedrich Braunersreuther (auch mit dem Vornamen Fritz bekannt) (* 10. Juni 1880 in Ludwigschorgast; † 17. September 1965 in Kassel) war ein deutscher Gewerkschafter und Abgeordneter des Provinziallandtages der Provinz Hessen-Nassau.

## Leben
Friedrich Braunersreuther absolvierte nach dem Besuch der Volksschule eine Lehre als Maschinenschlosser und erhielt später eine Beschäftigung als Angestellter beim Deutschen Metallarbeiter-Verband.
Von Mai 1919 an war er Gewerkschaftssekretär beim Ortsausschuss Kassel des Allgemeinen Deutschen Gewerkschaftsbundes. Im Mai 1924 wurde er in den Stadtrat Kassel gewählt und war in den Jahren 1927 bis 1929 Fraktionsvorsitzender der Sozialdemokratischen Partei Deutschlands (SPD). Nach dem Kriege übte er das Amt des ehrenamtlichen Stadtrats von August 1946 bis Juni 1949 aus. In den Jahren 1926 bis 1929 war er Abgeordneter des Kurhessischen Kommunallandtages des Regierungsbezirks Kassel. Aus seiner Mitte wurde er zum Abgeordneten des Provinziallandtages der Provinz Hessen-Nassau gewählt. Hier war er in verschiedenen Ausschüssen tätig. Am 1. Oktober 1928 erhielt er die Ernennung zum stellvertretenden Leiter des Arbeitsamtes Kassel. Seine Amtszeit währte nur bis zur fristlosen Entlassung durch die Nationalsozialisten. Bevor er vom 1. Juni 1937 an Rentenzahlungen erhielt, war er ohne Einkünfte und auf Sozialleistungen angewiesen. Gegen Kriegsende kehrte er zum Arbeitsamt Kassel zurück und wurde dessen Direktor. Am Jahresende 1948 beendete er aus Altersgründen seinen Dienst.

## Auszeichnungen
- 1953: Bundesverdienstkreuz